# Montelparo
Montelparo – miejscowość i gmina we Włoszech, w regionie Marche, w prowincji Fermo.
Według danych na styczeń 2009 gminę zamieszkiwało 901 osób przy gęstości zaludnienia 41,8 os./km².